# Синько, Василий Данилович
Василий Данилович Синько (род. 5 октября 1939, село Берестянка, Бородянский район, Киевская область) — советский и украинский политик. Председатель Киевской областной государственной администрации с 19 июля 1995 по 21 сентября 1996 года, председатель Киевского областного совета с 25 сентября 1990 по март 1992 года и с июня 1992 по апрель 1998 года.

## Биография
Образование: Мироцкий ветеринарный техникум (1954—1957); Украинская сельскохозяйственная академия (1959—1965), ученый зоотехник; Заочная Высшая партийная школа при ЦК КПСС (1973—1976).
С 1954 года — студент Мироцького ветеринарного техникума. С 1957 года — ветфельдшер колхоза «Новое Село» Бородянского района. С 1960 года — на комсомольской и партийной работе в Макаровском и Бородянском районах.
1966 — председатель колхоза «Россия» Макаровского района.
1971 — секретарь Макаровского районного комитета КПУ.
1972 — председатель исполкома Макаровского районного совета.
1973 — первый секретарь Полесского районного комитета КПУ.
1980 — первый секретарь Барышевского районного КПУ.
1982 — начальник управления сельского хозяйства исполкома Киевского областного совета.
1985 — первый заместитель, председатель исполкома Киевского областного совета, председатель совета.
Член КПСС (1961—1991), член РК, ОК, ЦК КПУ, депутат районного и областного советов.
Выдвинут кандидатом в народные депутаты трудовым коллективом КСП «Вільноукраїнський» Белоцерковского района. С 6 декабря 1992 года — народный депутат Украинской ССР (второй тур — 64,7 %, три претендента).
Член комиссии по вопросам деятельности советов народных депутатов, развития местного самоуправления.
Входил в группы «Аграрии».
С 19 июля 1995 по 21 сентября 1996 года — председатель Киевской областной государственной администрации. 25 сентября 1990 — март 1992, июнь 1992 — апрель 1998 — председатель Киевского областного совета.
Народный депутат Украины 3-го созыва с марта 1998 по апрель 2002 от СПУ-СелПУ, № 31 в списке. На время выборов: председатель Киевского облсовета. Член фракции Социалистической партии и СелПУ («Левый центр») (с мая 1998, позднее — фракция СПУ). Член Комитета по вопросам экологической политики, природопользования и ликвидации последствий Чернобыльской катастрофы (с июля 1998).
Награждён двумя орденами Трудового Красного Знамени, орденами «Знак Почёта», Октябрьской Революции, Почётным отличием президента Украины.
Женат, имеет двух детей.